# Чупаєво
Чупа́єво (рос. Чупаево, башк. Супай) — село у складі Шаранського району Башкортостану, Росія. Входить до складу Акбарісовської сільської ради.
Населення — 176 осіб (2010; 201 у 2002).
Національний склад:
- марійці — 97 %